# Procreazione assistita in Italia
La procreazione assistita nell'ordinamento giuridico italiano è disciplinata dalla legge n. 40 del 19 febbraio 2004 (legge nota anche come “legge 40” o “legge 40/2004”) recante "Norme in materia di procreazione medicalmente assistita".
Nei primi 20 anni dall'approvazione della legge, in Italia con la PMA (Procreazione Medicalmente Assistita) sono nati più di 217.000 bambini.
La legge è da sempre al centro di articolati dibattiti poiché poneva una serie di limiti alla procreazione assistita, che hanno formato oggetto di diverse sentenze di incostituzionalità da parte della Corte costituzionale.

## Il contenuto
La legge definisce la procreazione assistita come l'insieme degli artifici medico-chirurgici finalizzati al «favorire la soluzione dei problemi riproduttivi derivanti dalla sterilità o dall'infertilità umana [...] qualora non vi siano altri metodi efficaci per rimuovere le cause di sterilità o di infertilità».
Tale concetto rimane volutamente ambiguo, per la finalità di comprendere metodiche innovative di là dal venire, ma proprio questa ambiguità comporta conseguenze socioeconomiche importanti, come per esempio il permettere di usufruire della copertura relativa da parte del Servizio Sanitario Nazionale.
All'articolo 2 poi si afferma che lo Stato promuove «ricerche sulle cause patologiche, psicologiche, ambientali e sociali dei fenomeni della sterilità e dell'infertilità» e favorisce «gli interventi necessari per rimuoverle nonché per ridurne l'incidenza», ma nel rispetto di «tutti i soggetti coinvolti, compreso il concepito».
Alle tecniche di procreazione assistita possono accedere «coppie maggiorenni di sesso diverso, coniugate o conviventi, in età potenzialmente fertile, entrambi viventi». Inizialmente era vietato il ricorso a tecniche di fecondazione eterologa, divieto giudicato incostituzionale a seguito alla sentenza 162/2014, depositata il 10 giugno 2014, della Corte Costituzionale. È vietata l'eugenetica.
L'articolo 14 vieta la crioconservazione degli embrioni, per ridurre il soprannumero di embrioni creato in corso di procreazione assistita. La crioconservazione è però consentita per temporanea e documentata causa di forza maggiore, non prevedibile al momento della fecondazione.

## Dibattito sulla legge e referendum
Le limitazioni introdotte dalla legge n. 40/2004 rendono minima la possibilità per i medici di adattare la tecnica secondo i casi e limitano in parte anche il successo stesso della fecondazione in vitro. Gli oppositori alla legge n. 40/2004 sostengono dunque che siano i medici e le donne, secondo i casi clinici e le proprie considerazioni etiche, a dover e poter decidere quali tecniche adottare.
Le restrizioni della legge hanno creato in Italia un fenomeno definito "turismo procreativo", termine che descrive la scelta, da parte di coppie la cui condizione medica non lascia che pochissime speranze di essere risolta in Italia, a seguito delle restrizioni introdotte, di rivolgersi, per aumentare le possibilità di una gravidanza, a ospedali e strutture sanitarie straniere ubicate in Paesi con legislazioni meno restrittive riguardo alla Fivet.
Si stima, confrontando dati statistici fra il periodo 2003-2004 e 2004-2005, che questo fenomeno abbia triplicato, nel Canton Ticino, il numero di coppie italiane che si sono rivolte a istituti svizzeri per godere di servizi medici relativi a queste problematiche, non fruibili in Italia.
Nel 2004 Radicali Italiani depositò 5 referendum abrogativi in Corte di cassazione. Vari esponenti di centro sinistra e di centro destra sottoscrissero la proposta di referendum. Nel settembre 2004 i comitati referendari consegnarono in Corte di Cassazione le firme necessarie. Il 12 e 13 giugno 2005 si tenne il voto, ma votò solo il 25,9% degli aventi diritto, perciò non fu raggiunto il quorum.

## Giurisprudenza

### Pronunce della Corte costituzionale
Il 1º aprile 2009, i commi 2 e 3 dell'articolo 14 sono stati dichiarati parzialmente illegittimi con la sentenza n. 151 della Corte costituzionale. In particolare, il comma 2 è stato dichiarato illegittimo laddove prevede un limite di produzione di embrioni "comunque non superiore a tre" e laddove prevede l'obbligo di "un unico e contemporaneo impianto". Il comma 3, che prevede di poter crioconservare gli embrioni "qualora il trasferimento nell'utero degli embrioni non risulti possibile per grave e documentata causa di forza maggiore relativa allo stato di salute della donna non prevedibile al momento della fecondazione", è stato dichiarato illegittimo nella parte in cui non prevede che il trasferimento di tali embrioni, "da realizzare non appena possibile", debba essere effettuato anche senza pregiudizio per la salute della donna.
Precedentemente alla Sentenza della Corte Costituzionale N°151/09, del 1º aprile 2009, il TAR Lazio, con sentenza 398/08 (nella quale venivano sollevate le questioni di legittimità poi accolte dalla Corte Costituzionale) dichiarava anche illegittimo il divieto di diagnosi preimpianto previsto dalle Linee Guida Ministeriali (adottate con D.M 21.7.2004) a meno che tale tecnica non avesse carattere sperimentale ovvero specifica finalità eugenetica (nel senso che la tecnica fosse rivolta alla selezione razziale).
Inoltre, il 9 aprile 2014, a seguito del ricorso incidentale presentato dai tribunali di Milano, Catania e Firenze, la Corte Costituzionale ha sancito l'illegittimità della legge 40 rispetto agli articoli 2, 3, 29, 31, 32, e 117 della costituzione e agli articoli 8 e 14 della Convenzione per la salvaguardia dei diritti dell'uomo e delle libertà fondamentali, nella parte in cui vieta il ricorso a un donatore esterno di ovuli o spermatozoi in casi di infertilità assoluta.
Infine, l'11 novembre 2015, a seguito di un ricorso incidentale del tribunale di Napoli, i giudici della Consulta hanno dichiarato illegittimo l'articolo 13, commi 3, lettera b, e 4, che sanzionava penalmente la condotta dell'operatore medico volta a consentire il trasferimento nell'utero della donna dei soli embrioni sani o portatori sani di malattie genetiche per contrasto agli articoli 3 e 32 della costituzione, rispettivamente per violazione del principio di ragionevolezza nonché del diritto al rispetto della vita privata e familiare ed inoltre, paradossalmente, per violazione del principio di cui all'articolo 1 della medesima legge 40 (violazione della tutela della salute dell'embrione che, senza la detta selezione di geni, si troverebbe a sviluppare gravi patologie genetiche). Tuttavia resta in vigore quella parte della norma che vieta la soppressione degli embrioni malati e non inutilizzabili in quanto non possono essere ridotti alla stregua di mero materiale biologico.
La più recente pronuncia della Corte costituzionale in materia, la sentenza n. 32/2021, ha affermato la costituzionalità degli artt. 8 e 9 della Legge 40/2004. Dette disposizioni non prevedono, sistematicamente interpretati, che i nati di fecondazione medicalmente assistita possono essere riconosciuti da parte dell'ex-partner femminile della madre biologica, con la quale ha avviato congiuntamente il progetto procreativo. Tuttavia, pur non accogliendo la domanda, il Giudice delle leggi ha ravvisato un vuoto di tutela degli interessi dei suddetti nati ad avere contatti continuativi e significativi con le due persone che li hanno voluto e accolto come figlie, in quanto anche il ricorso all'adozione in casi particolari, ai sensi dell'art. 44 comma d della legge 184/1983, è nel caso di specie preclusa per il mancato assenso della madre biologica. La Corte è sicuramente cosciente circa la delicatezza politica e etica dell'argomento in questione, ma anche della complicatezza della disciplina. Perciò ha rigettato il ricorso affermando che, al fine di evitare l'insorgere di disarmonie in una materia assai complessa, la normativa abbisogna di un intervento organico e ponderato del legislatore. Tuttavia ha auspicato che il Parlamento legiferi nel più breve tempo possibile, eseguendo un equo bilanciamento tra i valori costituzionali in gioco e prevedendo adeguati mezzi di tutela degli interessi migliori dei minori. Però, nell'ipotesi in cui il legislatore ometta di riordinare la materia, o la riordini ignorando la precaria situazione giuridica dei suddetti nati, non é escluso che il prossimo giudizio costituzionale sulle norme censurate sarà diverso.

### La sentenza della Corte europea dei diritti umani
Il 28 agosto 2012 la Corte europea dei diritti umani (anche: Corte EDU) ha bocciato la legge sull'impossibilità per una coppia fertile, ma portatrice di una malattia genetica, di accedere alla diagnosi preimpianto degli embrioni. Il Governo Monti ha chiesto il 28 novembre 2012 il riesame della sentenza presso la Grande Camera della Corte. L'11 febbraio 2013 il ricorso del governo è stato bocciato dalla corte..
Una sentenza successiva (Prima sezione, sentenza 1º aprile 2010, S. H. contro Austria) ha ritenuto incompatibile il divieto della fecondazione eterologa con i valori protetti dalla CEDU. Di seguito, la Grande Camera della Corte EDU ha ribaltato la pronuncia della Prima sezione, affermando che gli Stati aderenti alla convenzione dispongono di un ampio margine di discrezionalità nel disciplinare la fecondazione eterologa, in quanto non esiste ancora un consenso sostenibile tra gli Stati europei. La Corte, in linea con la pratica di taluni Giudici costituzionali nazionali, evita decidere questioni fondamentali e controversi delle quali ritiene che debbano essere chiarite a livello politico (mantenendo il cosiddetto juridical self restraint, ossia "l'autolimitazione giudiziale").

### Le sentenze del tribunale di Cagliari
- Nel 2007 il tribunale di Cagliari ha autorizzato la diagnosi preimpianto nel settore pubblico.
- Con un'altra sentenza, nel novembre 2012, il tribunale di Cagliari impone all'azienda sanitaria locale di eseguire la diagnosi preimpianto per una coppia portatrice di malattie genetiche[15].

## Livelli essenziali di assistenza
A partire da gennaio 2024 la procreazione medicalmente assistita è stata inserita per legge nei Livelli essenziali di assistenza per tutte le regioni italiane.

## Rispetto alla normativa europea
La normativa europea utilizza le espressioni partner donation e non partner donation, in riferimento alla donazione di gameti da parte del partner o di un terzo. Le due espressioni equivalgono alla fecondazione omologa o eterologa della legislazione italiana. Tuttavia, la legge italiana pone l'enfasi sulla relazione di coppia tra un uomo e una donna (sposati o conviventi) che hanno difficoltà a procreare per via naturale, laddove la norma dell'UE vede la fecondazione come un atto individuale di donazione di gameti.